# Hotel Transilvanija: Transformanija
Hotel Transilvanija: Transformanija (engl. Hotel Transylvania: Transformania) je američki završni animirani film iz 2022. godine u produkciji Sony Pictures Animation. Došao je na platformi Amazon Prime Video. Prvi film je obavljen u 2012., drugi u 2015., a treći u 2018.

## Glasovi
| Ime              | Engleska inačica   | Hrvatska inačica |
| ---------------- | ------------------ | ---------------- |
| Drakula          | Brian Hull         | Dražen Čuček     |
| Ivica            | Andy Samberg       | Jan Kerekeš      |
| Maja             | Selena Gomez       | Iva Šulentić     |
| Frank            | Brad Abrell        | Goran Grgić      |
| Mumi             | Keegan-Michael Key | Robert Ugrina    |
| Van Helsing      | Jim Gaffigan       | Ozren Grabarić   |
| Vuco             | Steve Buscemi      | Nenad Cvetko     |
| Zraki            | David Spade        | Janko Rakoš      |
| Ecija            | Fran Drescher      | Mila Elegović    |
| Kapetanica Erika | Kathryn Hahn       | Ksenija Pajić    |

Ostali glasovi:
- Marija Škaričić
- Lenon Anđelković
- Zara Penava
- Dražen Bratulić
- Rina Radmilov
- Jan Nikola Baš
- Mirta Miler
- Luciano Plazibat
- Grgur Japundžić
- Lea Jablanović
- Vinko Štefanac
- Daniel Dizdar
- Sead Berberović
- Ana Ćapalija
- Kristina Gami
- Petra Blažeković
- Kristina Habuš
- Greta Loos

- Redatelj dijaloga: Ivan Planinić
- Adaptacija dijaloga: Goran Kuretić
- Prijevod dijaloga: Petra Kukić
- Ton majstor: Neven Marinac
- Sinkronizacija: Livada Produkcija